# Teorema de De Gua

Tetraedro con un vértice ortogonal en O

El teorema de De Gua, llamado así en honor al matemático francés Jean-Paul de Gua de Malves, es un análogo en tres dimensiones del teorema de Pitágoras. Este teorema establece que si un tetraedro posee un vértice formado por ángulos rectos (como en el caso de los vértices de un cubo), entonces el cuadrado del área de la cara opuesta a dicho vértice es igual a la suma de los cuadrados de las áreas de las otras tres caras.
{\displaystyle A_{ABC}^{2}=A_{\color {blue}ABO}^{2}+A_{\color {green}ACO}^{2}+A_{\color {red}BCO}^{2}}
El teorema de Pitágoras y el teorema de De Gua son casos especiales (para un número de dimensiones n = 2 y n = 3 respectivamente) de un teorema general para un símplex que posea un vértice con un ángulo recto.

## Historia
Jean-Paul de Gua de Malves (1713–1785) publicó el teorema en 1783, pero casi al mismo tiempo otra versión ligeramente más general fue publicada por otro matemático francés, Charles de Tinseau d'Amondans (1746–1818. Sin embargo, el teorema había sido conocido mucho antes por Johann Faulhaber (1580–1635) y René Descartes (1596–1650).

## Generalizaciones
Tanto el teorema de Pitágoras, como el teorema de Gua son casos especiales para n = 2, 3 de un teorema general sobre n-símbolos con una esquina ángulo recto.  Esto, a su vez, es un caso especial de un teorema aún más general de Donald R. Conant y William A. Beyer, que puede enunciarse como sigue.
Sea U un subconjunto medible de un subespacio afín de {\displaystyle \mathbb {R} ^{n}} (así que {\displaystyle k\leq n}).  Para cualquier subconjunto {\displaystyle I\subseteq \{1,\ldots ,n\}} con exactamente k elementos, sea {\displaystyle U_{I}} la proyección ortogonal de U sobre el span lineal de {\displaystyle e_{i_{1}},\ldots ,e_{i_{k}}}, donde {\displaystyle I=\{i_{1},\ldots ,i_{k}\}} y {\displaystyle e_{1},\ldots ,e_{n}} es la base estándar para {\displaystyle \mathbb {R} ^{n}}.  Entonces
{\displaystyle \operatorname {vol} _{k}^{2}(U)=\sum _{I}\operatorname {vol} _{k}^{2}(U_{I}),}
donde {\displaystyle \operatorname {vol} _{k}(U)} es la k-dimensional volume de U y la suma es sobre todos los subconjuntos {\displaystyle I\subseteq \{1,\ldots ,n\}} con exactamente k elementos.
El teorema de De Gua y su generalización (más arriba) a los n-símbolos con esquinas en ángulo recto corresponden al caso especial en el que k  =  n y U es un (n-1)-símplex en {\displaystyle \mathbb {R} ^{n}} con vértices en el ejes de coordenadas.  Por ejemplo, supongamos que n = 3, 'k = 2 y U es el triángulo {\displaystyle \triangle ABC} en {\displaystyle \mathbb {R} ^{3}} con los vértices {\displaystyle A}, {\displaystyle B} y {\displaystyle C} situados en los ejes {\displaystyle x_{1}}-, {\displaystyle x_{2}}- y {\displaystyle x_{3}}-, respectivamente.  Los subconjuntos {\displaystyle I} de {\displaystyle \{1,2,3\}} con exactamente 2 elementos son {\displaystyle \{2,3\}}, {\displaystyle \{1,3\}} y {\displaystyle \{1,2\}}. Por definición, {\displaystyle U_{\{2,3\}}} es la proyección ortogonal de {\displaystyle U=\triangle ABC} sobre el plano {\displaystyle x_{2}x_{3}}, por lo que {\displaystyle U_{\{2,3\}}} es el triángulo {\displaystyle \triangle OBC} con los vértices O, B y C, donde O es el origen de {\displaystyle \mathbb {R} ^{3}}.  Análogamente, {\displaystyle U_{\{1,3\}}=\triangle AOC} y {\displaystyle U_{\{1,2\}}=\triangle ABO}, por lo que el teorema de Conant-Beyer dice:
{\displaystyle \operatorname {vol} _{2}^{2}(\triangle ABC)=\operatorname {vol} _{2}^{2}(\triangle OBC)+\operatorname {vol} _{2}^{2}(\triangle AOC)+\operatorname {vol} _{2}^{2}(\triangle ABO),}
que es el teorema de Gua.
La generalización del teorema de Gua a n -símplices con ángulos rectos también puede obtenerse como un caso especial a partir de la fórmula del determinante de Cayley-Menger.